# Ханс фон Зеект
Ханс фон Зеект (на немски: Hans von Seeckt) е германски генерал, създател на ядрото и структурата на райхсвера в периода след Първата световна война.

## Биография
Ханс фон Зеект е роден на 22 април 1866 г. в Шлезвиг. Посещава гимназии в Детмолд и Страсбург. Постъпва в армията през 1885 г. През 1899 г., малко след завършването на обучението си във военната академия, бива назначен като капитан в Генералния щаб на армията. През 1913 г. е назначен за ръководител на Генералния щаб на Втори армейски корпус в Берлин. По време на Първата световна война участва в действия на източния фронт и на Балканския полуостров, вследствие на което е повишен до чин генерал-майор. През 1918 г. поема ръководството на Генералния щаб на полевата армия в Османската империя. През януари 1919 г. организира битките срещу Червената армия в Балтийския регион, в ролята на началник на Генералния щаб на армейската команда „Гранична защита север“. През април същата година фон Зеект ръководи военния отдел на германската делегация при изготвянето на Версайския договор. Фон Зеект отказва да използва армията за смазване на пуча на Валтер фон Лютвиц и Волфганг Кап през март 1921 г. На 5 юни същата година става ръководител на армията.
След 1921 г. фон Зеект тайно планира създаването на германска армия и полага основите за развитието ѝ в периода 1935 – 1939 г. Въпреки усилията на Съюзническата контролна комисия фон Зеект успява да създаде генерален щаб. Фон Зеект работи за това да няма грешни изводи от загубата на Първата световна война, получени на основата на личен опит. Вместо това войната е анализирана систематично и из основи. Всички наръчници за война са пренаписани – не за стохилядната армия, позволена на Германия по това време, а за пълноценната бъдеща армия на Третия райх. С цел заблуда на съюзниците части от тези документи са отпечатани и показани обществено, но важните документи остават тайни. Най-важните служби – пехотата, кавалерията и артилерията биват тактически преплетени, а картечарите, минохвъргачите, противотанковите отряди и авиоотрядите биват смесени. Няколко години се провеждат кратки и тайни военни служби, надминаващи границите на споразумението с Антантата. Претендирайки, че работят в областта на възстановяването, науката и културата, хиляди офицери в цивилни дрехи и асистентите им работят заедно в Берлин.
Същевременно, на 27 септември 1923 г. фон Зеект фактически получава изпълнителната власт вследствие на обявеното от президента Фридрих Еберт извънредно положение. На 29 октомври потушава метеж, организиран от саксонското правителство, в този момент в ръцете на социалдемократическата и комунистическата партии, вследствие на забрана на комунистическа преса, посредством навлизане в големите градове на Саксония с войска. След пуча на Адолф Хитлер от 9 ноември 1923 г. фон Зеект използва получената изпълнителна власт за забраната на Националсоциалистическата партия.
През 1924 г. германската армия надминава позволените 100 000 души. По това време вече има изградена система на гражданска авиция, заводи за самолети и се работи върху популяризиране на летенето сред населението. По този начин Германия обучава много военни пилоти. При военноморските сили се процедира по сходен начин. Въпреки разрешения 15 000 войници във военноморските сили, броят им е увеличен под различни претекстове. Въпреки разрушаването на крайбрежната отбрана на Хелголанд, тя бързо е построена отново. Биват строени и подводници, а персоналът за ползването им бива обучаван в чужбина. През 1925 г. планът на Генералния щаб е удвояване и след това утрояване на позволените от Антантата седем пехотни дивизии, но целта на фон Зеект са поне 63. През 1926 г. фон Зеект провежда най-голямото си военно упражнение, в което не участват обикновени войници, но участват всички генерали, командващи офицери и офицери от Генералния щаб.
През 1926 г. фон Зеект напуска военната служба вследствие на конфликт с военния министър Ото Геслер. През 1930 г. фон Зеект е избран за депутат от Германската национална партия от избирателен окръг Магдебург. Публикува няколко книги. От 1933 до 1935 г. е неколкократно в Китай като военен съветник на маршал Чан Кайшъ. Участва в тактическата подготовка на националистическите сили по времето на Дългия марш.
Генерал Ханс фон Зеект почива на 27 декември 1936 г. в Берлин.